# پانچکس کیرچ مایر
پانچکس کیرچ مایر با نام علمی Aplocheilus kirchmayeri گونه ای از کیلی فیشهای(برکه ماهی) بومی کشور هند است.  نام آن به افتخار آکواریوم دار معروف ج. کیرچ مایر (J. Kirchmayer) نامگذاری شده است. این گونه بعنوان یک گونه مستقل مورد تردید قرار گرفته است و برخی از کارشناسان معتقدند که کیرچ مایر زیرگونهای از پانچکس سبز است.  نگهداری از این گونه در آکواریوم نسبتاً دشوار است.

## شرح
کیرچ مایر جزو ماهیان آب شیرین است.  حداکثر طول آن ۵ سانتیمتر (۲٫۰ اینچ) است .  باله مقعدی دارای 14 شعاع و خطوط زرد است. روی هر یک از باله های پشتی نیز یک لکه سیاه وجود دارد.  علائمی در اطراف چشم و دهان این گونه وجود دارد. 